# Bath (New York)
Pour les articles homonymes, voir Bath (homonymie).
Le village de Bath est le siège du comté de Steuben, situé dans l'État de New York, aux États-Unis.

## Démographie
| Groupe            | Bath | New York | États-Unis |
| ----------------- | ---- | -------- | ---------- |
| Blancs            | 93,7 | 65,8     | 72,4       |
| Métis             | 2,0  | 3,0      | 2,9        |
| Afro-Américains   | 3,0  | 15,9     | 12,6       |
| Asiatiques        | 0,6  | 7,3      | 4,8        |
| Autres            | 0,4  | 7,5      | 6,2        |
| Amérindiens       | 0,3  | 0,6      | 0,9        |
| Total             | 100  | 100      | 100        |
|                   |      |          |            |
| Latino-Américains | 1,3  | 17,6     | 16,7       |

Selon l'American Community Survey, pour la période 2011-2015, 96,59 % de la population âgée de plus de 5 ans déclare parler anglais à la maison alors que 1,47 % déclare parler l'espagnol, 0,53 % l'allemand et 1,41 % une autre langue.